# 西田洽司
西田 洽司（にしだ こうじ、1932年〈昭和7年〉2月23日 - 2019年（令和元年〉12月31日）は、日本の政治家。元群馬県沼田市長（4期）。位階は正五位。

## 来歴
群馬県渋川市に生まれる。1935年に父の事業の関係により沼田に転居。1950年に群馬県立沼田高等学校を卒業。
1961年、西田建材代表取締役となる。1974年、株式会社に組織変更し、代表取締役となる。1984年、社名を西田に変更し、引き続き代表取締役となる。
1982年に周囲から沼田市長に推す声が挙がり、立候補するも惜敗。1986年の沼田市長選挙で初当選を果たす。沼田市長を4期務め、2002年に退任する。
沼田市長として1990年に森林文化都市宣言を行い、玉原高原の第三セクター方式による開発や全国植樹祭の開催を行った。利根沼田広域市町村圏振興整備組合理事長として広域斎場や国道17号沼田バイパス、望郷ラインなどの整備も推進した。
このほか、沼田ロータリークラブ会長、沼田市森林組合組合長、ぐんま日独協会副会長、群馬県セメント建材業協同組合理事長、群馬県農業共済組合連合会会長などを務めた。
死没日付をもって叙正五位。